# Anne (Herman van Veen)
Anne is een lied met tekst van Herman van Veen. Hij nam het zowel in het Nederlands als in het Duits op. Het gaat over zijn dochter Anne van Veen.

## Nederland
Anne werd door Herman van Veen op single uitgebracht. Het is afkomstig van zijn album Anne. De single en het album waren gestoken in een hoes ontworpen door François Schuiten.
Anne is een lied geschreven door Hans-Jürgen Buchner (ook leverancier van de melodie van Hilversum III) en Van Veen zelf. Het lied beschrijft onder andere de geboorte en het opgroeien van zijn dochter.:
Anne, de wereld is niet mooi
maar jij kan haar een beetje mooier kleuren. 
 Anne, je hebt nog heel wat voor de boeg 
 maak je geen zorgen, daarvoor is het nog te vroeg, veel te vroeg...
(Herman van Veen, fragment van het refrein van Anne)
21 jaar later stond Anne van Veen in de theaters met een liedjesprogramma onder dezelfde titel, waarin ze vertelde over haar volwassen worden en het verlangen naar de onbevangenheid tijdens haar kinderjaren.
De B-kant Broertje is geschreven door Van Veen in samenwerking met Judith Herzberg.

### Hitnotering
De Belgische BRT Top 30 en de Vlaamse Ultratop 30 werden niet bereikt.

#### Nederlandse Top 40
| Positie: | 40 | 35 | 40 | uit |

#### NederlandseNationale Hitparade Top 50
| Positie: | 49 | 35 | 30 | 39 | 47 | uit |

#### NPO Radio 2 Top 2000
| Nummer met noteringen in de NPO Radio 2 Top 2000 | '99 | '00 | '01 | '02 | '03 | '04 | '05 | '06 | '07 | '08 | '09 | '10 | '11 | '12 | '13 | '14 | '15 | '16 | '17 | '18  | '19  | '20  | '21  | '22  | '23  | '24  |
| ------------------------------------------------ | --- | --- | --- | --- | --- | --- | --- | --- | --- | --- | --- | --- | --- | --- | --- | --- | --- | --- | --- | ---- | ---- | ---- | ---- | ---- | ---- | ---- |
| Anne                                             | 451 | 522 | 499 | 544 | 577 | 429 | 362 | 340 | 309 | 358 | 420 | 426 | 457 | 588 | 669 | 713 | 754 | 762 | 812 | 1043 | 1191 | 1191 | 1269 | 1302 | 1366 | 1558 |

1. ↑  Een vetgedrukt getal geeft de hoogste notering aan.

## Duits
Voor de Duitse markt verscheen een Duitse versie van de single. De Duitse tekst werd geleverd door Thomas Woitkewitsch. De B-kant werd gevuld met Der letzte Tanz. Dat is een cover van het lied Tonight van David Bowie en Iggy Pop, beroemd geworden via het duo Bowie en Tina Turner. Het lied werd eerst door Van Veen vertaald naar De laatste dans. Vervolgens schreef Woitkewitsch een Duitse tekst.

## Varia
Het nummer kreeg opnieuw grote bekendheid na de dood van Anne Faber in september 2017.